# Slutet på historien
Slutet på historien (originaltitel: The End of the Affair) är en roman från 1951, skriven av Graham Greene. Den utkom på svenska samma år. 
Boken har filmatiserats två gånger, 1955 och 1999.
Romanen utspelar sig i London under och strax efter andra världskriget och utforskar bland annat upplevelser av besatthet och avundsjuka i relationen mellan tre centrala karaktärer: författaren Maurice Bendrix, Sarah Miles samt hennes make, ämbetsmannen Henry Miles.
Graham Greenes egen kärleksaffär med Lady Catherine Walston utgör basen för romanen. Den brittiska upplagan (även den svenska) är tillägnad "C" medan det i den amerikanska utgåvan står "Catherine". Greenes hus vid 14 Clapham Common Northside bombades också under Blitzen.

## Handling
I romanens förgrund finns Maurice Bendrix, en berömd författare under andra världskriget i London, och Sarah Miles, hustrun till en framstående ämbetsman. 
Bendrix och Sarah blir snart häftigt förälskade, en förälskelse som utvecklar sig till en förtärande, intensiv och passionerad kärlek. Med detta tar sig svartsjukan in och tar över. Hon vägrar nämligen skilja sig från sin make, även om hon medger att äktenskapet främst är en trist rutin. När sedan en bomb slår ner i Bendrix våning, medan han och Sarah är tillsammans, omkommer han nästan. Efter detta avslutar Sarah deras relation utan någon förklaring. Bendrix blir än mer besatt och hatisk i sin jakt på svaret, varför detta var slutet på deras historia, vem älskar hon mer än honom?